# Ministerstwo Spraw Wojskowych

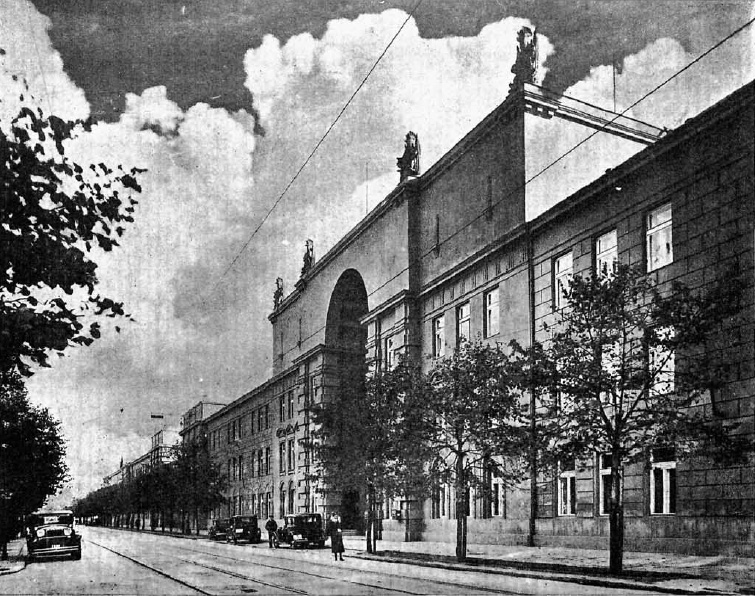
Gmach Ministerstwa Spraw Wojskowych przy ul. 6 sierpnia 1/3/5 w Warszawie

Ministerstwo Spraw Wojskowych (M.S.Wojsk.) – naczelny organ administracji państwowej powołany do kierowania i administrowania siłami zbrojnymi II RP w czasie pokoju i przygotowania ich do działań na wypadek wojny, w latach 1918–1942.
W latach 1924–1939 ministerstwo miało siedzibę przy ul. 6 sierpnia 1/3/5 w Warszawie.

## Opis
26 października 1918 Rada Regencyjna Królestwa Polskiego poleciła przekształcić Komisję Wojskową w Ministerstwo Spraw Wojskowych. Początkowo jego struktura wzorowana była na rozwiązaniach niemieckich.
W skład Ministerstwa Spraw Wojskowych, którego pierwszą organizację zatwierdzono 10 grudnia 1918 weszły: Departament Mobilizacyjno-Organizacyjny, Departament Techniczny, Departament Gospodarczy, Departament Sanitarny, Departament Artylerii, Departament Szkolnictwa Wojskowego, przemianowany potem na Departament Naukowo-Szkolny, Departament Prawno-Wojskowy, Sekcja Budownictwa Wojskowego, wyłoniona w marcu 1919 z Departamentu Technicznego, Sekcja Żeglugi Napowietrznej wydzielona również z Departamentu Technicznego w  grudniu 1919 i Sekcja Ogólna, która pełniła funkcje administracyjno-gospodarcze w ramach samego ministerstwa.
W 1919 w skład ministerstwa weszły nowe departamenty: Departament Personalny, Departament Spraw Morskich, Departament Spraw Koni i Taborów, Departament Komunikacyjny, Departament Informacyjny. Przy ministerstwie powołano ponadto instytuty: Wojskowo-Techniczny, Wojskowo-Geograficzny oraz Główny Urząd Zaopatrzenia Armii. W drugiej połowie 1919 nastąpiła reorganizacja ministerstwa. W jej wyniku zostały powołane generalne inspektoraty: Piechoty, Jazdy i Artylerii oraz inspektoraty: Budynków Wojskowych, Wojsk Łączności, Wojsk Kolejowych, Szkół Wojennych, Inżynierii i Saperów, Wojsk Lotniczych, Wojsk Taborowych, Wojsk Samochodowych, Żandarmerii, Straży Granicznej, a także Obozów Jeńców.

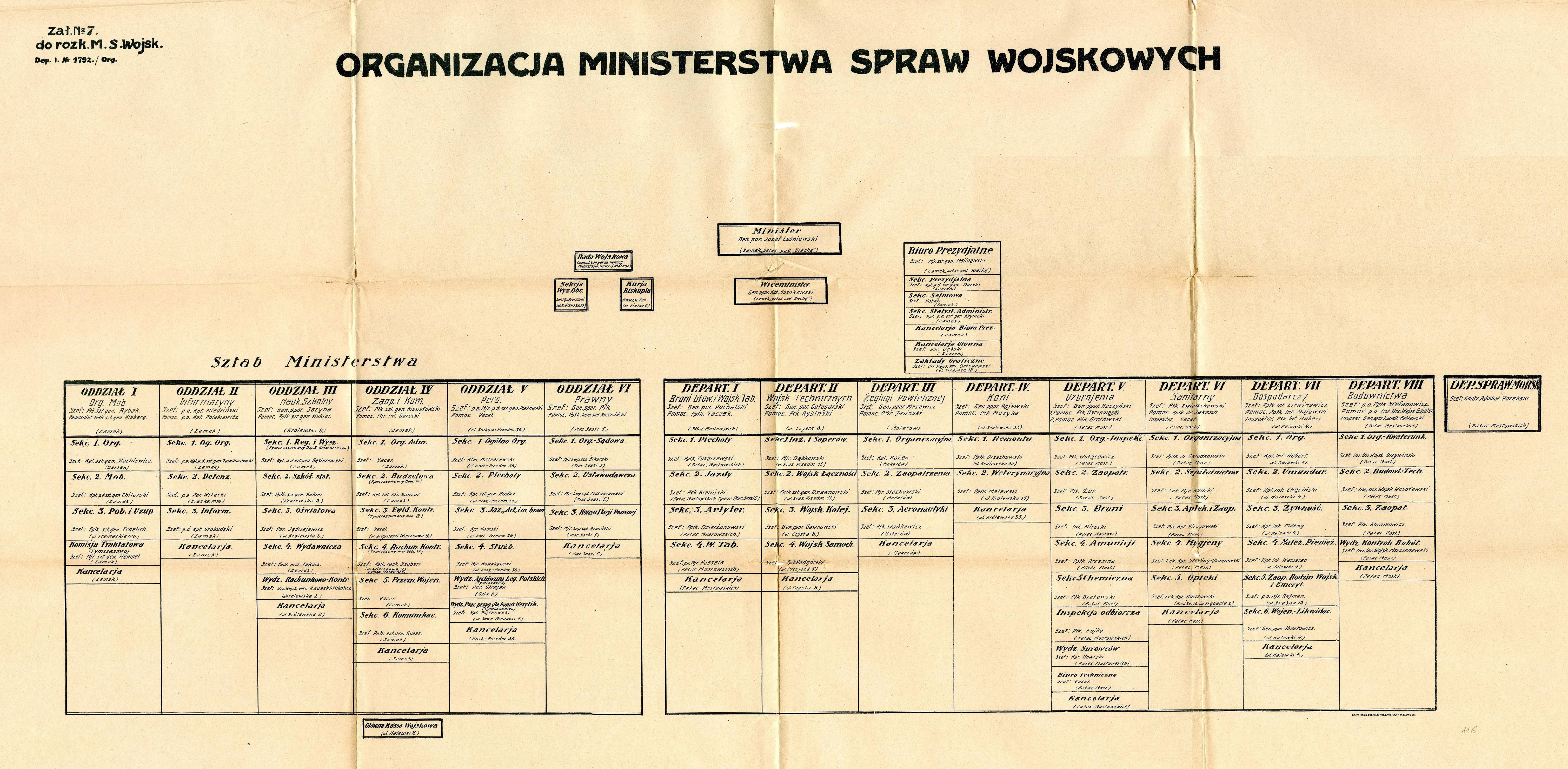
Schemat organizacji Ministerstwa Spraw Wojskowych z 1920 roku.

1 lutego 1920 nastąpiła zasadnicza reorganizacja resortu. Tym razem jej strukturę oparto na wzorcach francuskich. 8 lipca 1920 minister spraw wojskowych utworzył Generalny Inspektorat Armii Ochotniczej. Inspektorat pod kierunkiem gen. Józefa Hallera koordynował działania związane z zaciągiem ochotniczym na obszarze całego kraju.
Po reorganizacji resortu, od 9 sierpnia na czele MSWojsk. stanął gen. Kazimierz Sosnkowski. Szef resortu miał mocno ograniczone kompetencje kierowania wojskiem, poza formacjami „niefrontowymi”. Był natomiast odpowiedzialny przed Sejmem Ustawodawczym za funkcjonowanie wojska, realizował wytyczne rządu i Rady Obrony Państwa. Wojenna organizacja MSWojsk. obowiązywała do sierpnia 1921, kiedy to ukazał się rozkaz regulujący organizację naczelnych władz wojskowych na stopie pokojowej.
10 sierpnia 1921 minister spraw wojskowych wydał rozkaz L. 4900/Org. Pokojowa organizacja Ministerstwa Spraw Wojskowych. Przyjęta wówczas organizacja przetrwała z małymi zmianami do 1926.
19 sierpnia 1921 Rada Ministrów zatwierdziła statut organizacyjny Ministerstwa Spraw Wojskowych, zgodnie z którym władzą naczelną i źródłem decyzji dotyczących sił zbrojnych jest Ministerstwo Spraw Wojskowych.
Ministrowi spraw wojskowych podlegali bezpośrednio: szef Sztabu Generalnego, inspektorzy armii i broni, szef Wojskowej Kontroli Generalnej, szef Kierownictwa Marynarki Wojennej, szef Gabinetu M.S.Wojsk. oraz jednostki organizacyjne sił zbrojnych poprzez dowódców Okręgów Korpusów. W 1923 zostało utworzone stanowisko II wiceministra, któremu podporządkowano rodzaje broni i ich fachowe departamenty.
Po przewrocie majowym Józefa Piłsudskiego, na mocy dekretu Prezydenta RP z 6 sierpnia 1926 kierownictwo siłami zbrojnymi zostało rozbite na tzw. „tor pokojowy” i „tor wojenny”. Działalność pokojowa sił zbrojnych powierzona została M.S.Wojsk. natomiast przygotowaniem armii do wojny zajął się powołany przez Piłsudskiego Generalny Inspektorat Sił Zbrojnych (GISZ). Generalnemu Inspektorowi Sił Zbrojnych podporządkowany został Sztab Generalny. Zmiany te usankcjonowały prawnie Konstytucja kwietniowa z 1935 i dekret Prezydenta RP z 9 maja 1936, w myśl którego minister spraw wojskowych dowodził i administrował siłami zbrojnymi w czasie pokoju, zgodnie z dyrektywami GISZ, poprzez dwóch wiceministrów i bezpośrednio podległe mu komórki.
I wiceminister zajmował się pokojową organizacją wojska oraz jego wychowaniem i wyszkoleniem, a także dyscypliną i bezpieczeństwem. Podlegały mu bezpośrednio wielkie jednostki broni głównych (piechoty, kawalerii i artylerii). Pomocnikiem wiceministra był jego zastępca. Fachowymi organami dowodzenia I wiceministra były:
- Departament Dowodzenia Ogólnego,
- Departament Piechoty,
- Departament Kawalerii,
- Departament Artylerii,
- Departament Uzupełnień,
- Wojskowy Instytut Naukowo-Oświatowy[f]
- Dowództwo Lotnictwa,
- Dowództwo Saperów,
- Dowództwo Broni Pancernych,
- Dowództwo Wojsk Łączności,
- Dowództwo Żandarmerii,
- Dowództwo Taborów i Szefostwo Remontu.

II wiceminister – szef Administracji Armii, kierował w imieniu ministra całokształtem gospodarki materiałowej i finansowej oraz fachowym wyszkoleniem służb. Pomocnikiem wiceministra był jego zastępca, a organami pracy:
- Biuro Administracji Armii,
- Biuro Przemysłu Wojennego,
- Biuro Budżetowe,
- Departament Uzbrojenia,
- Departament Intendentury,
- Departament Zdrowia,
- Departament Sprawiedliwości,
- Departament Budownictwa.

Organami pracy podległymi bezpośrednio ministrowi spraw wojskowych były:
- Gabinet Ministra Spraw Wojskowych,
  - Kwatera Główna Ministerstwa Spraw Wojskowych,
- Dowództwo Obrony Przeciwlotniczej,
- Kierownictwo Marynarki Wojennej,
- Polowa Kuria Biskupia,
- Biuro Wyznań Niekatolickich[g],
- Korpus Kontrolerów,
- Biuro Personalne,
- Biuro Planowań,
- Naczelny Prokurator Wojskowy[7]
- Państwowy Urząd Wychowania Fizycznego i Przysposobienia Wojskowego
  - Biuro do Spraw Jednostek Obrony Narodowej,
  - Komenda Główna Związku Strzeleckiego,
  - Komenda Główna Junackich Hufców Pracy,
  - Naczelna Komenda Legii Akademickiej,
  - Komenda Główna Federacji Polskich Związków Obrońców Ojczyzny i Związków Rezerwy,
  - Komendy Przysposobienia Wojskowego, Przysposobienia Wojskowego Kobiet,
  - Przysposobienie Wojskowe Konne,
- Dowództwa okręgów korpusów
  - Nr I w Warszawie,
  - Nr II w Lublinie,
  - Nr III w Grodnie,
  - Nr IV w Łodzi,
  - Nr V w Krakowie,
  - Nr VI we Lwowie,
  - Nr VII w Poznaniu,
  - Nr VIII w Toruniu,
  - Nr IX w Brześciu,
  - Nr X w Przemyślu.

W czasie wojny MSWojsk. miało przejąć dowództwo nad obszarem tyłowym kraju, zajmować się szkoleniem rezerw, formowaniem nowych oddziałów oraz uzupełnieniem personalnym i materiałowym wojsk walczących.
Prezydent RP Władysław Raczkiewicz dekretem z dnia 19 listopada 1942 zmienił nazwę „Minister Spraw Wojskowych” na „Minister Obrony Narodowej”, a nazwę „Ministerstwo Spraw Wojskowych” na „Ministerstwo Obrony Narodowej”. Zmianę nazwy wprowadzono z dniem 30 listopada 1942.

## Ministrowie spraw wojskowych 1918-1942
| płk dr Jan Wroczyński                | 26 X - 17 XI 1918         | kierownik M.S.Wojsk. |
| brygadier Józef Piłsudski            | 17 – 23 XI 1918           |                      |
| płk dr Jan Wroczyński                | 23 XI 1918 – 1 III 1919   | kierownik M.S.Wojsk. |
| gen. por. Józef Leśniewski           | 1 III 1919 – 9 VIII 1920  |                      |
| gen. por. Kazimierz Sosnkowski       | 9 VIII 1920 – 26 V 1923   |                      |
| gen. dyw. Aleksander Osiński         | 28 V - 13 VI 1923         | kierownik M.S.Wojsk. |
| gen. broni Stanisław Szeptycki       | 13 VI - 19 XII 1923       |                      |
| gen. dyw. Kazimierz Sosnkowski       | 19 XII 1923 – 17 II 1924  |                      |
| gen. dyw. Władysław Sikorski         | 17 II 1924 – 20 XI 1925   |                      |
| gen. dyw. Stefan Majewski            | 20 – 27 XI 1925           | kierownik M.S.Wojsk. |
| gen. broni Lucjan Żeligowski         | 27 XI 1925 – 5 V 1926     |                      |
| gen. dyw. Juliusz Tarnawa-Malczewski | 10 V - 15 V 1926          |                      |
| marszałek Polski Józef Piłsudski     | 16 V 1926 – 12 V 1935     |                      |
| gen. dyw. Daniel Konarzewski         | 16 XII 1930 – 29 III 1931 | kierownik M.S.Wojsk. |
| gen. dyw. Tadeusz Kasprzycki         | 12 V 1935 – 30 IX 1939    |                      |
| gen. broni Władysław Sikorski        | 30 IX 1939 – 26 IX 1942   |                      |
| gen. dyw. Marian Kukiel              | 26 IX 1942 – 30 XI 1942   |                      |

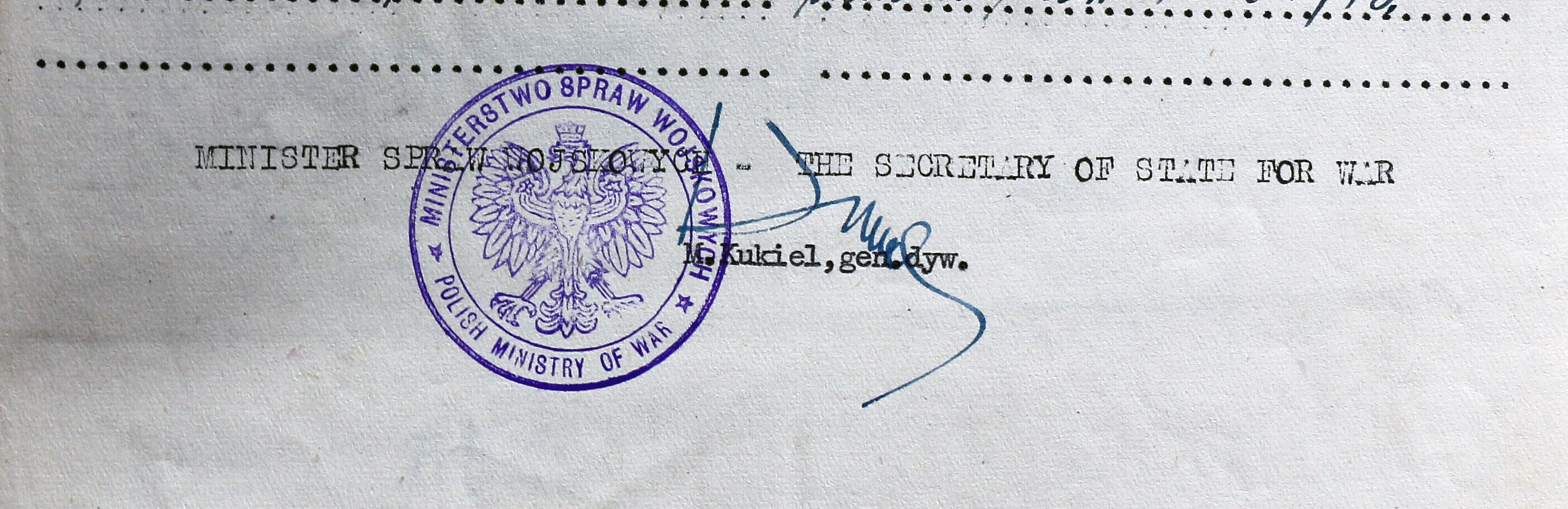
Pieczątka Ministerstwa Spraw Wojskowych oraz podpis gen. dyw. Mariana Kukiela, Londyn, 1942 r.

30 XI 1942 Ministerstwo Spraw Wojskowych przemianowano na Ministerstwo Obrony Narodowej, ministrem pozostał gen. Marian Kukiel.